# Ландерсайм
Ландерсайм (фр. Landersheim) — коммуна на северо-востоке Франции в регионе Гранд-Эст (бывший Эльзас — Шампань — Арденны — Лотарингия), департамент Нижний Рейн, округ Саверн, кантон Саверн. До марта 2015 года коммуна административно входила в состав упразднённого кантона Мармутье (округ Саверн).
Площадь коммуны — 2,13 км², население — 180 человек (2006) с тенденцией к росту: 205 человек (2013), плотность населения — 96,2 чел/км².

## Население
Население коммуны в 2011 году составляло 193 человека, в 2012 году — 199 человек, а в 2013-м — 205 человек.
| 1962 | 1968 | 1975 | 1982 | 1990 | 1999 | 2006 | 2008 | 2011 | 2012 | 2013 |
| ---- | ---- | ---- | ---- | ---- | ---- | ---- | ---- | ---- | ---- | ---- |
| 107  | 112  | 104  | 111  | 151  | 131  | 180  | 194  | 193  | 199  | 205  |

Динамика населения:

## Экономика
В 2010 году из 125 человек трудоспособного возраста (от 15 до 64 лет) 105 были экономически активными, 20 — неактивными (показатель активности 84,0 %, в 1999 году — 76,2 %). Из 105 активных трудоспособных жителей работали 100 человек (54 мужчины и 46 женщин), 5 женщин числились безработными. Среди 20 трудоспособных неактивных граждан 10 были учениками либо студентами, 8 — пенсионерами, а ещё 2 — были неактивны в силу других причин.